# Auguste Dumont
Augustin-Alexandre Dumont, llamado Auguste o Augustin Dumont (París, 4 de agosto de 1801-ibídem, 28 de enero de 1884), fue un escultor francés. Fue hijo del escultor Jacques-Edme Dumont.

## Biografía

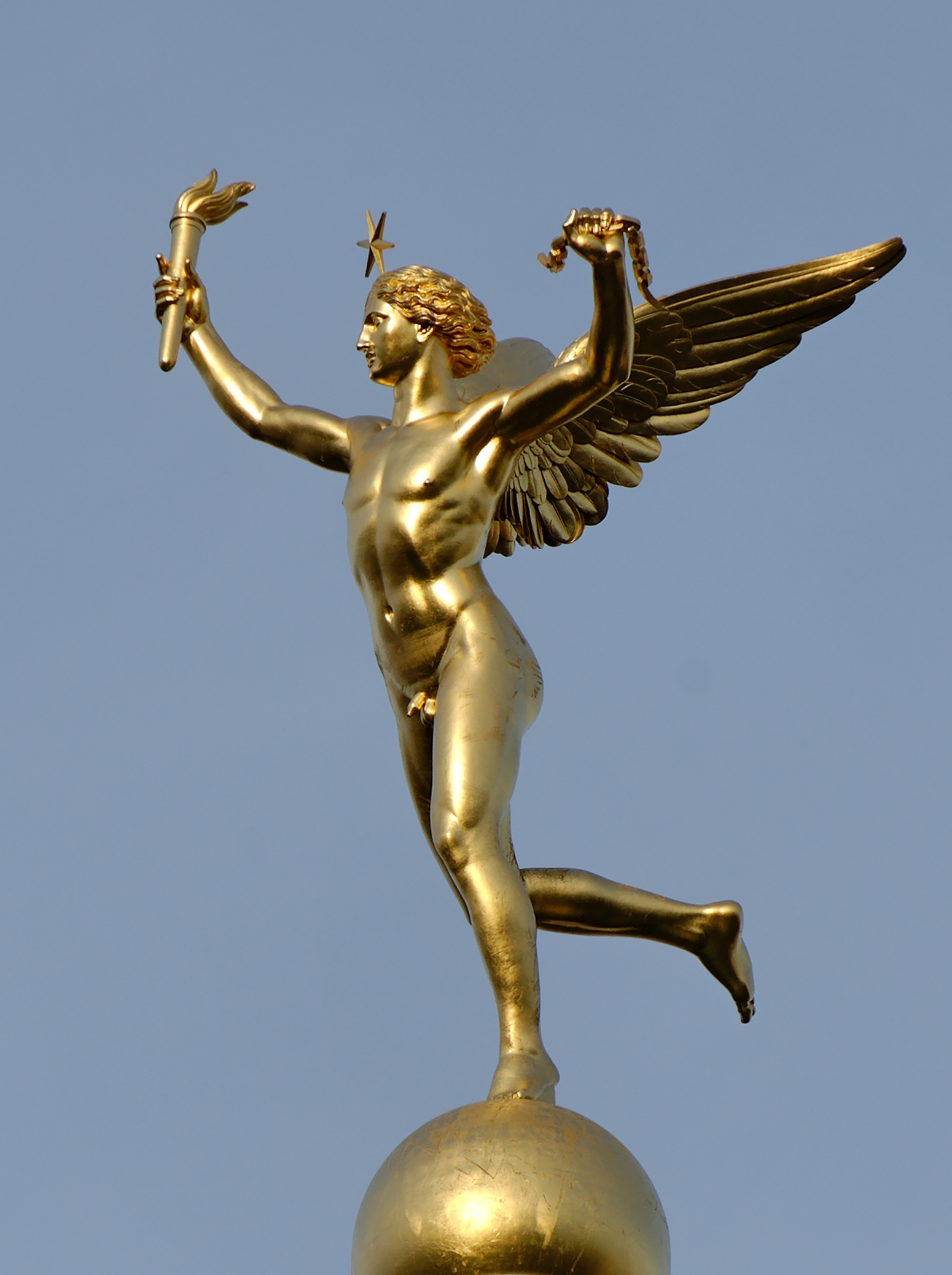
Le Génie de la Liberté, bronce dorado, en la cima de la columna de Julio en París.

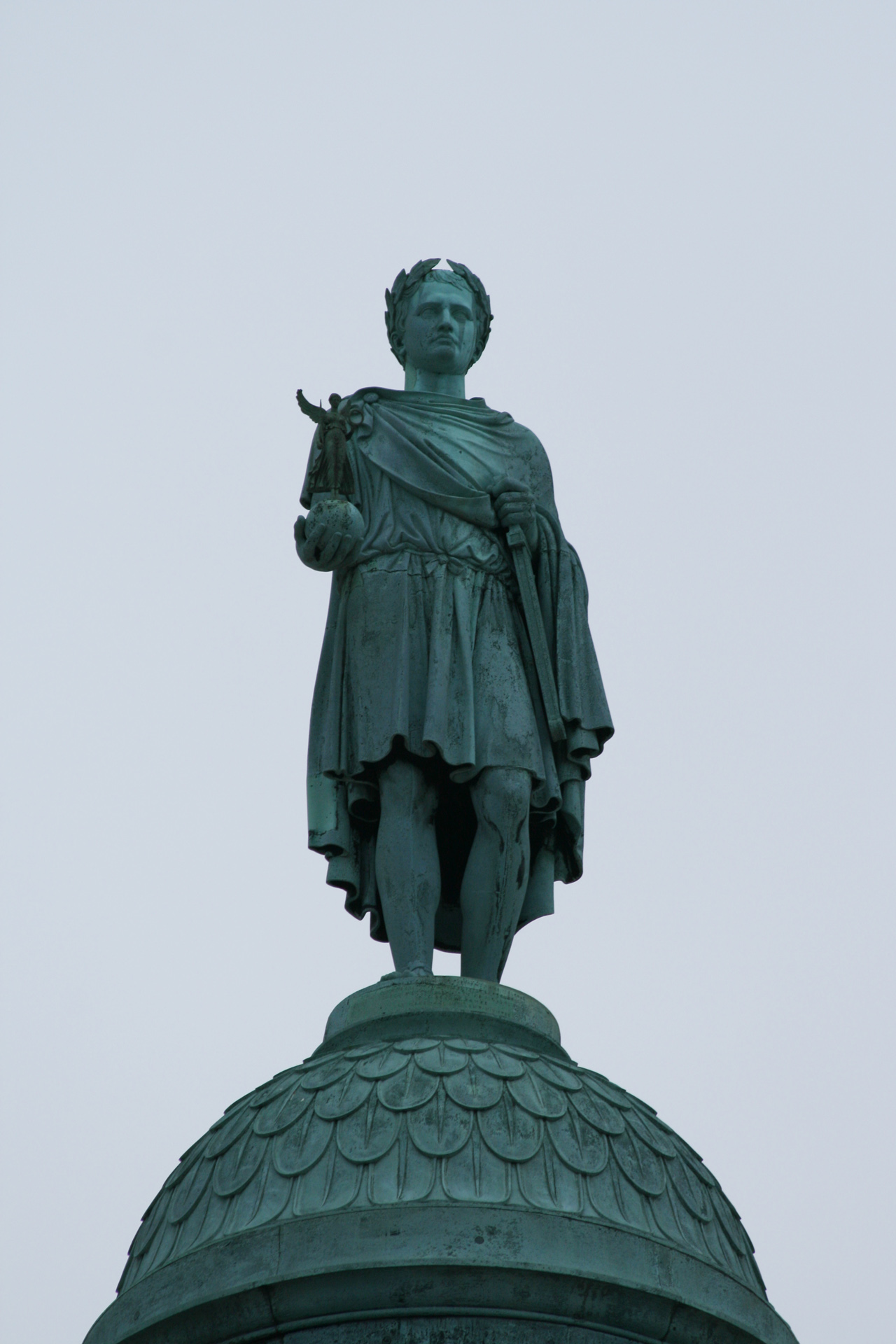
Napoleón como Cesar, bronce, en la cima de la Columna Vendôme en París.

Alumno de Cartellier, ganador del gran Prix de Rome de escultura en 1823, conjuntamente con Francisque Duret, con un bajo relieve titulado Dolor de Evandro ante el cuerpo de su hijo Pallas
Es el autor , en París de la estatua de Napoleón como Cesar (1863) que corona la Columna de la Plaza Vendôme y del Génie de la Liberté (1835) sobre la columna de Julio en la plaza de la Bastilla .
Es miembro del Instituto de Francia desde 1838 y enseña en la École des Beaux-Arts de 1853 hasta su muerte.

## Obras

### En París

#### Museo del Louvre
- Le Ciseleur y Le Forgeron , estatuillas, terracotas
- Gloire et immortalité (entre 1854 - 1855), alto-relieve, yeso
- Le Génie de la Liberté , estatua, bronce
- Proyecto de frontón para el Pavillon Lesdiguières (Louvre), alto-relieve, yeso

#### Otros
- Blanca de Castilla, piedra, París, Jardín de Luxemburgo de la serie Reinas de Francia y mujeres ilustres
- La Prudence y La Vérité, estatuas, Palacio de Justicia, fachada occidental, rue de Harlay
- Zapador (Sapeur), estatua, Arco de Triunfo del Carrusel, entablamento, en el costado del jardín de las Tuileries
- El comercio (Le Commerce)(1851), estatua, piedra, Bolsa, plaza de la Bolsa, ángulo derecho de la fachada principal
- Génie de la Liberté, estatua colosal, bronce dorado, Columna de Julio, plaza de la Bastilla
- Eugène de Beauharnais (1814), estatua, bronce, Hôtel des Invalides, esplanade des Invalides
- Santa Cecilia, estatua, piedra, iglesia de la Madeleine, peristilo, a la derecha de la fachada
- San Luis, estatua, bronce, barrière du Trône, Plaza de la Nación, en el vértice de una de las columnas
- La Sagesse, estatua, cementerio de Père-Lachaise, tumba de Pierre Cartellier, cara lateral derecha

### EnVersalles
- Luis Felipe I, rey de los franceses (1773-1850) (1838), estatua en pie más grande que el natural, mármol, Versalles, castillos de Versalles y del Trianón : Salón de 1838, n° 1851
- Luis Felipe I, rey de los franceses (1773-1850), estatua modelada en pie más grande que el natural, yeso, Versalles, castillo de Versalles y del Trianón
- Retrato de Jean de Amont, mariscal de Francia (fallecido en 1595)(1838), busto, yeso, Versalles, castillos de Versalles y del Trianón.
- Barón Alexandre de Humboldt, naturalista (1769-1859) (1870), estatua en pie más grande que el natural, mármol, Versalles, castillos de Versalles y del Trianón.
- Francisco I, rey de Francia (1494-1547) (1839), estatua en pie más grande que el natural, mármol, Versalles, castillos de Versalles y del Trianón.
- Nicolas Poussin, estatua en pie más grande que el natural, mármol, Versalles, castillos de Versalles y del Trianón.
- Louis Gabriel Suchet, duque de la Albufera, mariscal del Imperio (1770 - 1826), estatua en pie más grande que el natural, mármol, Versalles, castillos de Versalles y del Trianón.
- Retrato de Jacques Lazare Savettier de Candras, barón de La Tour du Pré, general de brigada (1768 - 1812) (1846), busto, yeso, Versalles, castillos de Versalles y del Trianón.
- Luis I de Borbón, príncipe de Condé (1530 - 1569) (1846), estatua en pie más grande que el natural, yeso, Versalles, castillo de Versalles y del Trianón.
- Retrato de Isabel-Filipina de Francia, llamada Madame Isabel, hermana de Luis XVI (1764 - 1794) (1843), busto, yeso, Versalles, castillo de Versalles y del Trianón.
- Thomas-Robert Bugeaud de la Piconnerie, duque de Isly, mariscal de Francia (1784 - 1849) (1853), estatua en pie más grande que el natural, mármol, Versalles, Castillo de Versalles y de Trianón, ejemplar en bronce, hasta 1962 en Argel, después de 1969 en Excideuil.
- Felipe II llamado Felipe-Augusto, rey de Francia (1165 - 1223) (1843), estatua modelada en pie más grande que el natural, yeso, Versalles, castillo de Versalles y del Trianón.